# 베트남잎코박쥐
베트남잎코박쥐(Paracoelops megalotis)는 잎코박쥐과에 속하는 박쥐의 일종이다. 베트남잎코박쥐속(Paracoelops)의 유일종이다. 베트남의 토착종이다. 서식지 감소로 멸종 위협을 받고 있다. 국제 자연 보전 연맹(IUCN)의 정보부족종으로 표본 한 점이 알려져 있다. 60년 이상 관찰되지 않았기 때문에 많은 연구자들이 이미 멸종된 것으로 추측하기도 한다.